# Hofmühle (Gleißenberg)
Hofmühle ist ein Gemeindeteil der Gemeinde Gleißenberg im Landkreis Cham des Regierungsbezirks Oberpfalz im Freistaat Bayern.

## Geografie
Hofmühle liegt 800 Meter südlich von Gleißenberg und 500 Meter südlich von der durch Gleißenberg verlaufenden Staatsstraße 2154 am Hühnerbach. 300 Meter nördlich von Hofmühle mündet der Bogenbach von links in den Hühnerbach.

## Geschichte
Hofmühle (auch: Hofmühl) wurde in einem Abgabenbuch des Jahres 1283 erwähnt. Sie lieferte das Mehl für die Bewohner des Burgstalls Gleißenberg. Die Hofmühle wurde mit Gleißenberg zusammen veranlagt.
1820 wurden im Landgericht Waldmünchen Ruralgemeinden gebildet. Dabei kam Hofmühle zur Ruralgemeinde Gleißenberg. Zur Ruralgemeinde Gleißenberg gehörten neben Gleißenberg mit 74 Familien der Weiler Kesselhütte mit 22 Familien und die Einöden Berghof mit 2 Familien und Hofmühl mit 1 Familie.
Die Kesselhütte war eine Glashütte, die von 1804 bis in das 20. Jahrhundert hinein bestand, dann aber wüst fiel.
Ried bei Gleißenberg gehörte zunächst ab 1818 zur Gemeinde Ränkam. 1851 wurde es selbständige Gemeinde. 1945 wurde die Gemeinde Ried aufgelöst, aus dem Landkreis Cham herausgetrennt und in den Landkreis Waldmünchen eingeordnet und der Gemeinde Gleißenberg angegliedert.
Die Gemeinde Gleißenberg konnte ihren Bestand über die Gebietsreform in Bayern in den Jahren 1971 bis 1980 hinüber retten. Sie bestand nun aus den Dörfern Gleißenberg und Ried und den Einöden Berghof und Hofmühle. 1978 schlossen sich die Gemeinde Gleißenberg und die Gemeinde Weiding zu einer Verwaltungsgemeinschaft zusammen.
Hofmühle gehört zur Pfarrei Gleißenberg, Dekanat Cham. Die Hofmühle gehörte zunächst zur Pfarrei Arnschwang. Sie wurde im Pfarrverzeichnis der Pfarrei Gleißenberg von 1780 aufgeführt. Die Pfarrei Gleißenberg bestand zu dieser Zeit aus Gleißenberg, Lixenried, Bogen, Gschwand, Ried, Hofmühle, Berghof, Häuslarn, Bonholz und Eschlmais. Zur Pfarrei Gleißenberg gehörte die Filialkirche Geigant mit Sinzendorf, Zillendorf, Machtesberg, Katzbach, Kühnried, Lodischhof und Roßhöfe. 1997 hatte Hofmühle 12 Katholiken.

## Einwohnerentwicklung ab 1820
| Jahr | Einwohner | Gebäude |
| ---- | --------- | ------- |
| 1820 | 1 Familie | k. A.   |
| 1838 | 15        | 2       |
| 1861 | 11        | k. A.   |
| 1871 | 13        | 9       |
| 1885 | 7         | 1       |
| 1900 | 5         | 2       |
| 1913 | 9         | 1       |

| Jahr | Einwohner | Gebäude |
| ---- | --------- | ------- |
| 1925 | 6         | 1       |
| 1950 | 3         | 1       |
| 1961 | 4         | 1       |
| 1970 | 5         | k. A.   |
| 1987 | 11        | 3       |
| 2011 | 10        | k. A.   |